# Nederlands landskampioenschap voetbal 1908/1909
Dvacátý první ročník Nederlands landskampioenschap voetbal 1908/1909 (česky: Nizozemské fotbalové mistrovství) se účastnilo opět 17 klubů, které byli rozděleny do dvou skupin (Východní a Západní). Vítězové skupin odehrály tři zápasy o titul. Titul získal poprvé v klubové historii Sparta Rotterdam, který porazil ve finále RKVV Wilhelmina 6:2 a 4:1.